# Hiroshi Kobayashi (Boxer)
Hiroshi Kobayashi (jap. 小林 弘, Kobayashi Hiroshi; * 23. August 1944 in Isesaki, Präfektur Gunma, Japan) ist ein ehemaliger japanischer Boxer und Weltmeister der Verbände WBC und WBA.

## Karriere
Er konnte seine ersten 19 Kämpfe alle siegreich gestalten, die meisten davon gewann er nach Punkten. Als er im Jahre 1963 gegen Manzo Kikuchi um die japanische Meisterschaft antrat, musste er seine erste Niederlage hinnehmen. Seinen nächsten Kampf verlor er sogar vorzeitig. Auch seine nächsten beiden Kämpfe verlor er nach Punkten. Ende September bezwang er Yuji Masuko um den japanischen Meistertitel. 
Im Dezember 1967 traf er auf Yoshiaki Numata und nahm ihm mit einem klassischen K.-o.-Sieg in der 12. Runde die Weltmeistertitel der Verbände WBC und WBA ab. Den Titel konnte er im darauffolgenden Jahr gegen René Barrientos mit einem Unentschieden verteidigen.